# Coari (tiểu vùng)
Coari là một tiểu vùng thuộc bang Amazonas, Brasil, Brasil. Tiều vùng này có diện tích 111590 km², dân số năm 2007 là 122002 người.